# Вітстоун/Джулімар – Вістоун ЗПГ
Вітстоун/Джулімар – Вістоун ЗПГ – офшорна газопровідна система у Індійському океані, біля західного узбережжя Австралії.
В 2017-му почав роботу завод зі зрідження природного газу Вітстоун ЗПГ, споруди якого розташували на узбережжі в районі Онслоу. Сировинною базою став ряд офшорних родовищ, подачу ресурсу з яких організували за допомогою трубопровідної системи, яка складається з:
- двох трубопроводів загальною довжиною 34 км з діаметром 600 мм, що сполучили підводні маніфольди родовища Вітстоун (знаходяться в районі з глибиною моря 184 та 229 метрів) з процесинговою платформою, встановленою в районі з глибиною моря 70 метрів. На своєму шляху один з трубопроводів також приймає ресурс з маніфольду родовища Лога. Паралельно кожному основному газопроводу проклали ще два – діаметром 150 мм для моноетиленгліколю та діаметром 350 мм для сервісних потреб;
- двох трубопроводів довжиною по 22,5 км з діаметром 450 мм, що сполучили підводний маніфольд родовища Джулімар з процесинговою платформою (максимальна глибина на цій ділянці становить 147 метрів). На своєму шляху вони також приймають ресурс з родовища Брунелло, а паралельно ним проклали трубопровід діаметром 100 мм для моноетиленгліколю;
- основного трубопроводу довжиною 225 км та діаметром 1100 мм, прокладеного між процесинговою платформою та заводом.
Спорудження основного газопроводу здійснили трубоукладальні судна «Solitaire» та «Tog Mor» (останнє працювало на мілководній ділянці). Ділянки до маніфольдів Вітстоун виконало трубоукладальне судно «Audacia», а трубопроводи від Джулімар споруджували «Audacia» та «Lorelay». Для завершальних робіт зі стабілізації трубопроводів залучили землеукладальні снаряди «Sebastiano Caboto» та «Vitus Bering».
Також відомо, що шлангокабелі (umbilical, призначені для подачі електроенергії, гідравлічних зусиль та управляючих сигналів) до Вітстоун та Джулімар прокладали судна «Deep Orient» та «Lewek Constellation» відповідно. 
Перехід трубопроводу через прибережну зону здійснено за допомогою тунелю, спорудженого методом спрямованого горизонтального буріння. На своєму шляху основний газопровід та траса до Джулімар перетинають трасу газопроводу іншого заводу зі зрідження Плуто ЗПГ.
В 2021-му в межах другої фази розвитку Джулімар трубоукладальне судно «Seven Oceans» спорудило ще один трубопровід до процесингової платформи довжиною 22 кілометра та діаметром 450 мм.